# 利寶百貨公司
利伯提百貨公司（英語：Liberty）是位於英國倫敦市中心西區的一家老牌百貨公司。利伯提百貨公司由亞瑟·利伯提（Arthur Lasenby Liberty，1843 - 1917）成立於1875年，最初銷售日本和其他東方飾品等藝術工藝品，在維多利亞時代的東方熱潮中有重要地位。1890年代開始，利伯提百貨公司以其的唯美主義商品而聞名。利伯提百貨公司現在的建築修建於1924年。